# Hammarby IF
El Hammarby IF és un club de futbol suec de la ciutat d'Estocolm, al barri de Södermalm, al sud de la ciutat. Zlatan Ibrahimović, el màxim golejador històric de la selecció sueca, n'és un dels principals accionistes.

## Història
El club va ser fundat el 1889 amb el nom de Hammarby Roddförening (en català: Associació de Rem Hammarby). El 1897 canvià el nom per Hammarby Idrottsförening. La secció de futbol s'inicià el 1915 en unir-se el club amb Klara SK. Inicialment usava els colors verd i blanc. L'any 1918 el Hammarby absorbí al Johanneshovs IF i adoptà els colors groc i negre d'aquest club, els quals usà fins als 1980. L'any 2001, els equips sèniors del club se separaren de les categories inferiors i adoptaren el nom Hammarby Fotboll.

## Palmarès
- Allsvenskan (1): 2001
- Copa sueca (1): 2021
- Copa Intertoto (1): 2007
- Superettan (1): 2014

## Jugadors destacats
- Lennart 'Nacka' Skoglund
- Jean-Paul Vonderburg
- Ronnie Hellström
- Kenneth Ohlsson
- Lars Eriksson
- Mikael Hellström
- Kennedy Bakircioglu
- Alexander Östlund
- Hans Eskilsson
- Ante Covic
- Max von Schlebrügge
- Richard Kingson
- Björn Runström

## Secció d'hoquei gel
La secció d'hoquei gel del Hammarby va ser creada l'any 1920. Juga al pavelló Hovet amb capacitat per a 8.500 espectadors. Ha guanyat 8 campionats suecs els anys 1932, 1933, 1936, 1937, 1942, 1943, 1945 i 1951.

## Secció d'handbol
La secció d'handbol del Hammarby va ser creada l'any 1939. Juga al pavelló Eriksdalshallen. Va guanyar el campionat suec el 2006 i 2007.